# Real Friends (Camila Cabello)
Real Friends è un brano musicale della cantante statunitense Camila Cabello, settima traccia del primo album in studio Camila, pubblicato il 7 dicembre 2017 come singolo promozionale in concomitanza con Never Be the Same, secondo singolo ufficiale estratto dall'album di debutto della cantante. Il brano è stato scritto dalla stessa cantante in collaborazione con Brian Lee, Mustafa Ahmed, Bell e Billy Walsh.
Real Friends è un brano reggae-pop la cui base musicale è guidata da schiocchi di dita e una chitarra acustica con un ritmo latino. Nel testo, come suggerisce il titolo, la cantante si ritiene delusa dalle sue amicizie passate e intende cercare nuove persone con cui condividere la propria vita. In particolare, Real Friends affronta i temi di problemi di comunicazione e perdita di fiducia. Nella sua recensione, Sam Warner di Digital Spy ha affermato che la canzone potrebbe essere rivolta alle Fifth Harmony, il gruppo musicale di cui Camila faceva parte e che ha abbandonato dopo due album per intraprendere una carriera da solista.

## Classifiche
| Classifica (2017-18) | Posizione massima |
| -------------------- | ----------------- |
| Australia            | 86                |
| Belgio (Fiandre)     | 70                |
| Belgio (Vallonia)    | 84                |
| Canada               | 60                |
| Danimarca            | 32                |
| Francia              | 137               |
| Grecia               | 25                |
| Irlanda              | 39                |
| Paesi Bassi          | 73                |
| Portogallo           | 32                |
| Repubblica Ceca      | 35                |
| Slovacchia           | 44                |
| Spagna               | 83                |
| Stati Uniti          | 106               |

## Remix con Swae Lee
Il 16 agosto 2018 è stato pubblicato un remix di Real Friends in collaborazione con il rapper Swae Lee del duo Rae Sremmurd.

### Tracce
Download digitale
1. Real Friends (feat. Swae Lee) – 3:43